# Дрокиевский район
Дро́киевский райо́н (рум. Raionul Drochia, Район Дрокия) — административно-территориальная единица Республики Молдова.

## История
Дрокиевский район образован 11 ноября 1940 года с центром в селе Надушита. До 16 октября 1949 года находился в составе Сорокского уезда, после упразднения уездного деления перешёл в непосредственное республиканское подчинение.
С 31 января 1952 года по 15 июня 1953 года район входил в состав Бельцкого округа, после упразднения окружного деления вновь перешёл в непосредственное республиканское подчинение.
3 сентября 1954 года административный центр был перенесён в пгт Дрокия.
9 января 1956 года в состав Дрокиевского района передана большая часть территории упраздняемого Згурицкого района, а в июле 1959 года — также часть упраздняемого Тырновского района.
25 декабря 1962 года Дрокиевский район был упразднён и включён в состав Рышканского района, но через четыре года (27 декабря 1966 года) — восстановлен, при этом в состав района передана небольшая территория упразднённого Бельцкого района.
С 1999 года по 2002 год, в рамках проводимой административной реформы, район являлся частью Сорокского уезда. После упразднения уездного деления, район вновь стал самостоятельной административной единицей.

## Население
|        | 2003 год | 2004 год | 2005 год | 2006 год |
| ------ | -------- | -------- | -------- | -------- |
| Дрокия | 21 500   | 21 500   | 16 600   | 16 600   |
| сёла   | 73 300   | 73 000   | 70 300   | 69 800   |
| Всего: | 94 800   | 94 500   | 86 900   | 86 400   |

## Известные уроженцы
- Глуховский, Николай (1905—1985) — молдавский советский учёный, медик-ветеринар, педагог.
- Тестемицану, Николай Андреевич (1927—1986) — молдавский хирург, министр здравоохранения Молдавской ССР (1963—1968).
- Келар, Степан Филиппович (1939—2018) — украинский поэт, литературовед, фольклорист и переводчик. Член Национального союза писателей Украины.

## Достопримечательности
- В 3 км к юго-западу от города Дрокия расположен парк «Ясная Поляна» площадью 12,8 га.

## Пресса и TV
Региональные издания которые освещают новости и публикуют официальную информацию о событиях в городе:
- Glia Drochiana (еженедельная газета)
- Drochia TV (телевидение)
- Drochia Reporter (интернет-портал)